# Kolchak: The Night Stalker
Kolchak: The Night Stalker è una serie televisiva degli anni settanta trasmessa negli Stati Uniti dal network ABC. La serie ha per protagonista il reporter Carl Kolchak, interpretato da Darren McGavin, che indaga su misteriosi crimini dalla cause inspiegabili, soprattutto quelli che le autorità non possono perseguire. I crimini riguardano spesso il soprannaturale, il fantascientifico o creature fantastiche.
La serie è stata preceduta da due film per la televisione Una storia allucinante (The Night Stalker) del 1972 e Lo strangolatore della notte (The Night Strangler) del 1973, entrambi interpretati dallo stesso Darren McGavin. Nel 2005 la ABC ha prodotto un remake della serie, dal titolo Night Stalker.

## Personaggi e interpreti

### Personaggi principali
- Carl Kolchak, interpretato da Darren McGavin.
Liberamente basato sulla vita del giornalista Charles Fort, è un reporter investigativo di talento con una attrazione per i casi bizzarri e soprannaturali che ottiene informazioni andando in giro per Chicago a bordo della sua Ford Mustang gialla cabrio riuscendo sempre ad ottenere delle esclusive armato della sua macchina fotografica e di un registratore a cassette.
Utilizzando solamente poche e limitate informazioni, Kolchak inesorabilmente risolve svariati casi basandosi sul suo istinto, ma spesso le sue ricerche sono impedite dalla totale distruzione di qualsiasi prova che possa provare le sue affermazioni.
- Tony Vincenzo, interpretato da Simon Oakland.
È l'irascibile direttore di Kolchak e, nonostante le loro discussioni, sembra essere l'unico a tollerare i suoi scherzi.
- Ron Updyke, interpretato da Jack Grinnage.
È l'altezzoso rivale di Kolchak al giornale; è l'opposto di Kolchak, sempre ben vestito e solito intrattenersi con l'élite di Chicago.
- Emily Cowles, interpretata da Ruth McDevitt.
È un'anziana editorialista che tiene una rubrica di consigli sul giornale ed è l'unico personaggio ben disposto nei confronti di Kolchak.
- Monique Marmelstein, interpretata da Carol Ann Susi.
È una tirocinante figlia del padrone dell'agenzia e i colleghi credono che per questo motivo abbia ottenuto il lavoro.

### Personaggi ricorrenti
- Gordy Spangler, interpretato da John Fiedler.
È un servizievole addetto dell'obitorio.
- Capitano Siska, interpretato da Keenan Wynn.
È un agente della polizia di Chicago i cui sforzi per tenere sotto controllo la propria irascibilità sono contrastati costantemente dalla causticità di Kolchak.

## Episodi
| Stagione       | Episodi | Prima TV originale | Prima TV Italia |
| -------------- | ------- | ------------------ | --------------- |
| Prima stagione | 20      | 1974-1975          |                 |